# Сливовое пюре
Сливовое пюре — плодовое пюре, протёртая и консервированная мякоть свежей сливы, обладает цветом, вкусом и ароматом, характерным для свежих плодов. Калорийность сливового пюре составляет 55 ккал/100 г.
В домашних рецептах для приготовлени пюре подготовленную сливовую мякоть засыпают сахаром и выдерживают около суток для отделения сока. Сливовую массу после слива сока подвергают термической обработке для консервирования. В промышленном производстве сливовое пюре готовят из спелых плодов. После мойки, сортировки и шпарки паром или кипятком плоды протирают. Полученное пюре консервируют двумя способами: стерилизацией или химическими консервантами — растворёнными в воде сернистым ангидридом или бензойнокислым натрием. Стерилизованное сливовое пюре — натуральный питательный и вкусный продукт, рекомендуется в детском питании. Из стерилизованного сливового пюре готовят кисели, муссы, соусы, десертные блюда. Обработанное консервантами сливовое пюре — полуфабрикат для изготовления сливового повидла, требующий предварительной обработки кипячением.
В немецкой и австрийской кухне широко применяется «пфла́уменмус» (нем. Pflaumenmus), занимающий промежуточное положение между сливовым пюре и повидлом, поскольку при густой консистенции повидла содержит меньшее количество сахара. Сливовую мякоть предварительно выдерживают в течение суток с уксусом и сахаром для выделения сока, либо подсушивают в духовом шкафу без сахара в течение нескольких часов, а затем уваривают с корицей, гвоздикой, бадьяном и ванилью. С пфлауменмусом готовят соусы и начинки для выпечки.